# Station Ambérieu
Station Ambérieu-en-Bugey is een spoorwegstation in de Franse gemeente Ambérieu-en-Bugey.